# T92軽戦車
T92軽戦車（T92 Light Tank/76mm Gun Tank T92）は、アメリカ合衆国が開発した試作軽戦車である。

## 概要
M41軽戦車の後継として開発された軽戦車で、C-130輸送機による空輸が可能なものとして設計されており、空中投下が可能な「空挺戦車」として運用することも計画されていた。
フロントエンジン、フロントドライブの駆動方式にトーシラスティック式サスペンションとし、車体後面に大型のハッチを備えた車体に、半自動装填・自動排莢装置付きの76mm砲をクレフト式に装備し、指揮官（車長）と砲手用に独立した銃塔を備える低姿勢型の砲塔を搭載した、新機軸を大胆に採用した新型戦車として開発された。
ターレットリング（砲塔搭載部）は2260.6mmという大直径とされており、過去に開発された軽戦車シリーズであるM24、M41の両戦車と同様、砲塔を変更し車体を共用した自走砲型他の各種の派生型を開発することも視野に入れた設計であった。
1953年に開発計画が開始され、1956年に最初の、翌年には2両目の試作車が完成して1956年11月より試験が開始されたが、各種の新機構に問題が多発したことと、偵察任務に用いる車両としては水上航行能力のないことが問題視された。それら不具合の解消には多大な予算と期間が必要なうえ、水上航行能力と空輸/空挺投下能力の両立は困難と判断されたため、改めて別の空挺投下可能な軽戦車が開発・設計されることとなった。1959年には本車の開発計画は中止され、試作のみに終わった。
製作された試作車両は現在でもメリーランド州アバディーンのアメリカ陸軍兵器博物館（アバディーン戦車博物館）にて保管・展示されている。

## 登場作品
ゲーム
『World of Tanks』『World of Tanks Blitz』
アメリカ軽戦車「T92」として登場。Blitzでは「T92E1」として登場。どちらともプレイヤーが使用できる。なお、Blitzでは152mm砲を装備している。